# Bloody Buccaneers
Bloody Buccaneers — студийный альбом нидерландской рок-группы Golden Earring, выпущенный в 1991 году на лейбле Columbia Records.

## Стиль, отзывы критиков
Пембертон Роуч, критик сайта Allmusic.com, дал альбому сдержанно-положительную оценку, назвав его неоригинальным, однако «заводным», а также похвалил группу за стремление к созданию качественного релиза и нежелание идти на компромиссы. Роуч особо отметил «мощный» вокал и энергичные гитарные партии, отчасти вдохновлённые панк-роком.
В 2002 году российская хеви-метал группа «Ария» в своём альбоме «Штиль» выпустила кавер на песню «Going to the Run» («Беспечный Ангел»). 

## Список композиций
1. Making Love To Yourself — 4:50
2. Temporary Madness — 3:30
3. Going To The Run — 3:54
4. Joe — 4:38
5. Planet Blue — 4:22
6. Bloody Buccaneers — 4:46
7. One Shot Away From Paradise — 3:41
8. When Love Turns To Pain — 4:46
9. In A Bad Mood — 5:20
10. Pourin' My Heart Out Again — 3:59